# Olienka Salinas
Pour les articles homonymes, voir Salinas.
Olienka Salinas, de son nom complet Gloria Olienka Giovanna Salinas López, née en 1976 à Chimbote au Pérou, est une footballeuse péruvienne reconvertie en entraîneuse.

## Biographie

### Carrière en équipe nationale
Olienka Salinas dispute le tout premier match de l'histoire de l'équipe féminine du Pérou, le 2 mars 1998, face au Brésil lors du Sudamericano Femenino 1998. Bien que cette première rencontre tourne au cauchemar (défaite 0-15), les Péruviennes se rachètent en accrochant la 3e place du tournoi, avec une prestation remarquée d'Olienka Salinas qui marque cinq buts durant la compétition. Elle aura encore l'occasion de disputer le Sudamericano Femenino en 2003 avec deux autres buts à son actif.

#### Buts en sélection
| Buts en sélection d'Olienka Salinas | Buts en sélection d'Olienka Salinas | Buts en sélection d'Olienka Salinas                   | Buts en sélection d'Olienka Salinas | Buts en sélection d'Olienka Salinas | Buts en sélection d'Olienka Salinas | Buts en sélection d'Olienka Salinas |
|                                     | Date                                | Lieu                                                  | Adversaire                          | Score                               | Résultat                            | Compétition                         |
| ----------------------------------- | ----------------------------------- | ----------------------------------------------------- | ----------------------------------- | ----------------------------------- | ----------------------------------- | ----------------------------------- |
| 1.                                  | 10 mars 1998                        | Estadio José María Minella, Mar del Plata (Argentine) | Colombie                            | 1-1                                 | 2-1                                 | Sud. Fem. 1998                      |
| 2.                                  | 13 août 1998                        | Estadio José María Minella, Mar del Plata (Argentine) | Argentine                           | 0-1                                 | 1-1 a.p.                            | Sud. Fem. 1998                      |
| 3.                                  | 15 août 1998                        | Estadio José María Minella, Mar del Plata (Argentine) | Équateur                            | ?-?                                 | 3-3 a.p.                            | Sud. Fem. 1998                      |
| 4.                                  | 15 août 1998                        | Estadio José María Minella, Mar del Plata (Argentine) | Équateur                            | ?-?                                 | 3-3 a.p.                            | Sud. Fem. 1998                      |
| 5.                                  | 15 août 1998                        | Estadio José María Minella, Mar del Plata (Argentine) | Équateur                            | ?-?                                 | 3-3 a.p.                            | Sud. Fem. 1998                      |
| 6.                                  | 9 avril 2003                        | Estadio Monumental, Lima (Pérou)                      | Bolivie                             | 1-0                                 | 3-1                                 | Sud. Fem. 2003                      |
| 7.                                  | 9 avril 2003                        | Estadio Monumental, Lima (Pérou)                      | Bolivie                             | 3-1                                 | 3-1                                 | Sud. Fem. 2003                      |

## Palmarès(joueuse)

### En club
Sporting Cristal
- Campeonato Sudamericano de Fútbol Femenino 2000 (es)[5] (1) :
  - Vainqueur.
  - Meilleure buteuse : 12 buts[6].
- Championnat métropolitain (3) :
  - Vainqueur : 1998, 1999 et 2000[7].

### En équipe nationale
Pérou
- Sudamericano Femenino :
  - Troisième : 1998.